# Poeta urbano
Poeta urbano è il primo album in studio del rapper italiano Rocco Hunt, pubblicato il 25 giugno 2013 dalla Sony Music.

## Tracce
1. Io posso – 3:12
2. Fammi vivere – 4:04
3. Quanto darei (feat. Ensi) – 3:00
4. L'ammore overo – 3:59
5. Happy Meal – 2:54
6. Capocannonieri (feat. Clementino) – 4:15
7. Atleti – 2:48
8. L'occhio del massone – 3:32
9. Sfizio personale (feat. Zoa) – 3:51
10. Fatti non parole (feat. Nazo) – 4:03
11. Io ci sarò (feat. Reverendo) – 3:39
12. Ultimo viaggio – 3:01